# 天使酒店

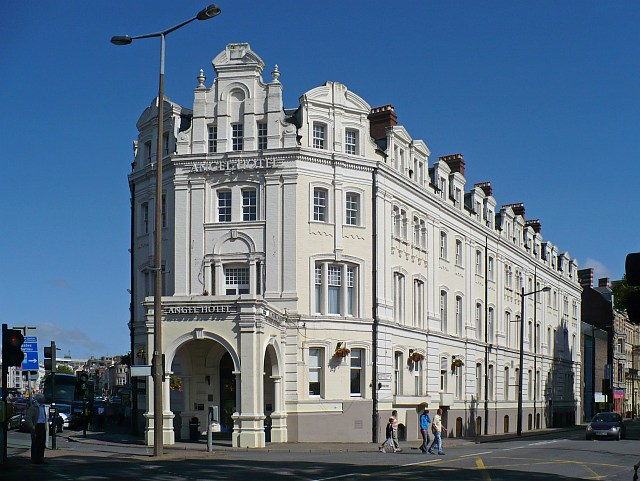

天使酒店（Angel Hotel）是位於英國威爾斯首府卡迪夫的一座酒店，也是卡迪夫的主要酒店之一，有眾多名人及英國首相曾下榻這裡。由於天使酒店靠近千禧球場，因此有許多橄欖球隊在比賽時下榻天使酒店。天使酒店的歷史可追溯至1666年。